# Классический кинематограф Голливуда

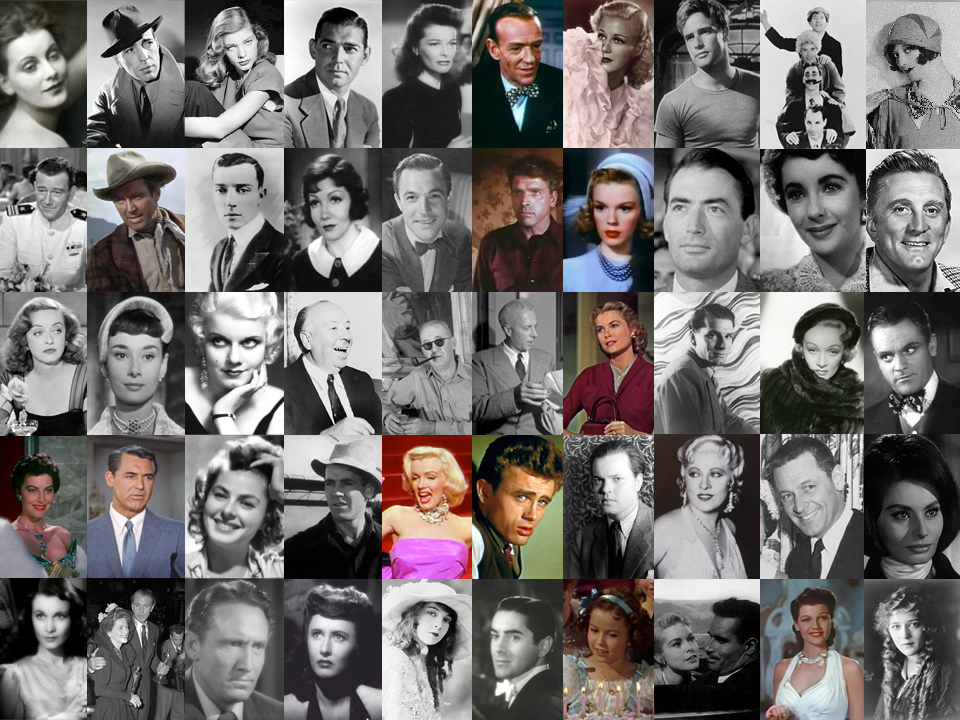
Лица классического Голливуда

Классическое голливудское кино (англ. Classical Hollywood cinema) — термин, используемый в кинокритике для описания как повествовательного, так и визуального стиля кинопроизводства, который стал характерным для кинематографа США между 1910-ми (сразу после Первой мировой войны) и 1960-ми годами. В итоге он стал самым влиятельным и распространённым стилем кинопроизводства во всём  мире. Схожие или связанные термины включают Классический Голливудский нарратив, «Золотой век» Голливуда, Старый Голливуд и Классическую преемственность.

## Развитие классического голливудского стиля
На протяжении веков единственным визуальным стандартом повествовательного искусства был театр. С момента появления первых повествовательных фильмов в середине-конце 1890-х годов кинематографисты стремились запечатлеть энергетику живого театра на киноэкране. Большинство этих кинематографистов начинали как сценические режиссёры конца XIX века, точно так же большинство киноактёров начинали в водевиле (например, Братья Маркс) или театральных мелодрамах. В визуальном плане ранние повествовательные фильмы мало что переняли от театра, а их нарративная составляющая очень мало заимствовала из водевилей и мелодрам. До появления визуального стиля, который впоследствии стал известен как «классическая преемственность», сцены снимались в полный рост с тщательно отрепетированной хореографией, для точной передачи сюжета и взаимоотношений персонажей. В то время возможности монтажа были крайне ограничены и в основном состояли из добавления крупных планов объектов, для подчёркивания титров.

### Становление немого кино (1913 — конец 1920-х)
Несмотря на отсутствие видимого реализма, присущего театру, фильм (в отличие от театра) предлагает свободу манипулирования временем и пространством и, таким образом, создаёт иллюзию реализма — временной линейности и пространственной непрерывности. К началу 1910-х годов, когда представители «потерянного поколения» достигли совершеннолетия, кинопроизводство начало реализовывать свой творческий потенциал. В Швеции и Дании этот период позже будет известен как «Золотой век» кино; в Америке пионерами этих творческих перемен считаются такие кинематографисты, как Д. У. Гриффит, который, наконец-то отмежевавшись от Edison Trust, начал снимать собственные фильмы, независимые от производственной монополии. Фильмы по всему миру начали перенимать визуальные и повествовательные элементы, которые можно найти в классическом голливудском кино. 1913 год был особенно плодотворным для этого направления, так как режиссёры-первопроходцы из нескольких стран создали такие шедевры, как «Материнское сердце» (Д. У. Гриффит), «Ингеборг Хольм» (Виктор Шёстрём) и «Парижский младенец» (Леонс Перре), которые установили новые стандарты для кинофильма как формы повествования. Так же в этом году начал свою короткую, но плодотворную карьеру Евгений Бауэр (первый настоящий кинохудожник, по мнению Жоржа Садуля).
В мире, и в Америке в частности, влияние Гриффита на кинопроизводство не имело себе равных. Не менее влиятельными были его актёры, адаптировавшие театральное искусство к новой среде. В этой связи особенно выделяется Лилиан Гиш, звезда «Материнского сердца». Эпопея Гриффита 1915 года «Рождение нации» была новаторской для киноискусства как средства повествования — став шедевром литературного нарратива с многочисленными новаторскими визуальными приёмами. Фильм так сильно повлиял на прогресс американского кинематографа, что через несколько лет устарел сам. Хотя 1913 год стал мировой вехой для кинопроизводства, 1917 год был прорывным именно для США — началась эпоха «классического голливудского кино» отличавшаяся повествовательным и визуальным стилем, который к 1917 году стал доминировать в американском кинематографе.

### Классическое голливудское кино в эпоху звука (конец 1920-х — 1960-е)

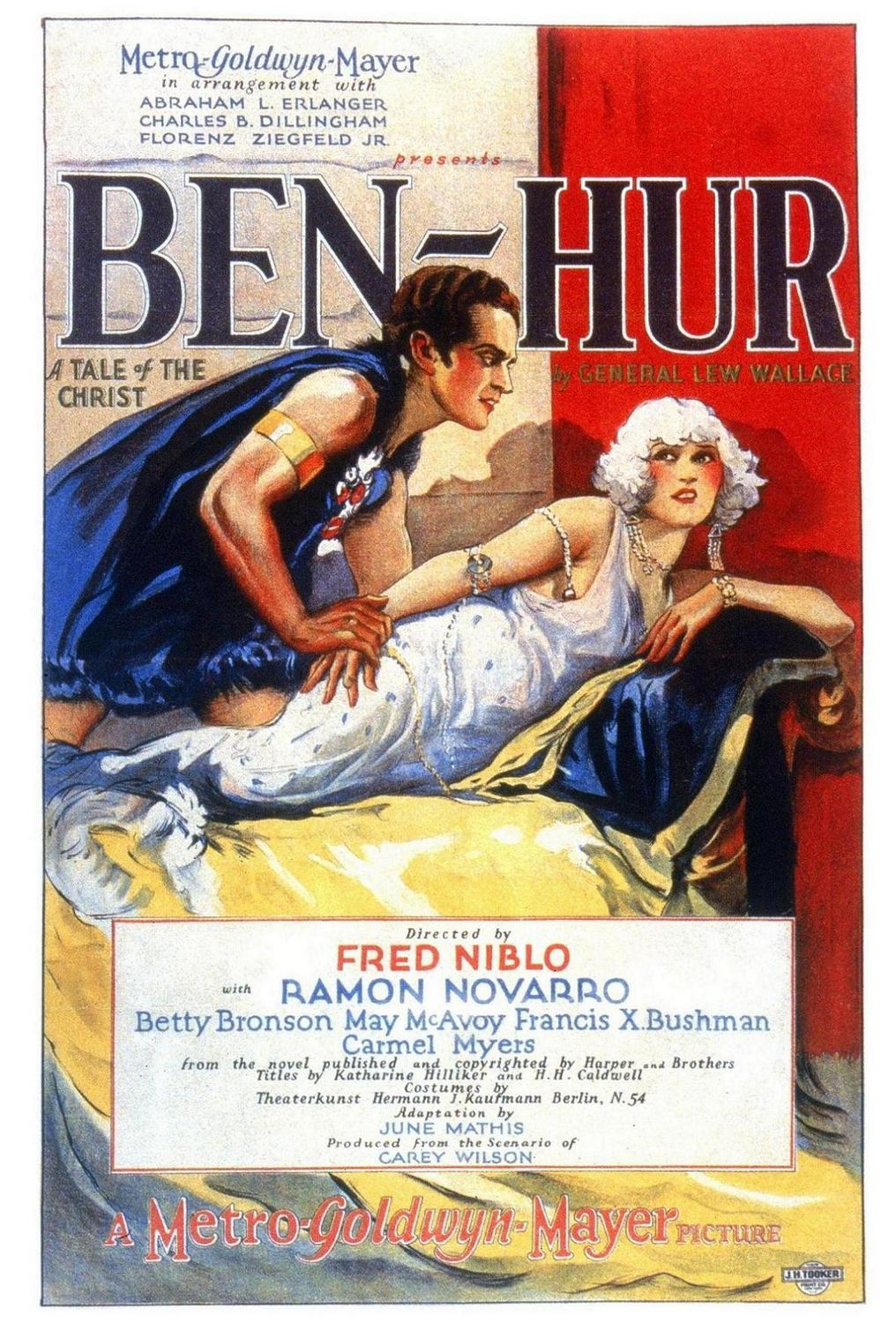
Киноафиша фильма «Бен-Гур: история Христа» (1925)

Повествование и визуальный стиль, присущие классическому голливудскому кино, получили дальнейшее развитие после перехода к звуковому кинематографу. Основные изменения в американском кинопроизводстве произошли из-за роста студийной системы. Эта форма производства с её господствующей системой «звёзд», продвигаемой несколькими ключевыми студиями, предваряла звуковое кино. К середине 1920-х годов большинству выдающихся американских режиссёров и актёров, работавших независимо с начала 1910-х годов, пришлось стать частью этой студийной системы, чтобы продолжить работу.
У экспертов нет однозначного мнения по поводу начала эры звукового кино. Некоторые считают таковым фильм «Певец джаза», который был выпущен в 1927 году, когда достигло совершеннолетия межвоенное поколение, чей интерес увеличил кассовые сборы фильмов, поскольку в них появился звук. По мнению других эта эра началась в 1929 году, когда звуковое кино окончательно сменило немое. Большинство голливудских картин с конца 1920-х по 1960-е годы были тесно связаны с жанрами вестерн, фарсовая комедия, мюзикл, мультфильм и байопик (биографический фильм). Над фильмами зачастую работали одни и те же творческие коллективы и их выпускали одни и те же студии. Например, Седрик Гиббонс и Герберт Стотхарт работали только на MGM; Альфред Ньюман проработал в 20th Century Studios двадцать лет; почти все фильмы Сесила Б. Демилля были сняты на Paramount Pictures, а фильмы режиссёра Генри Кинга в основном снимались для Twentieth Century Fox. Точно так же большинство актёров того времени были контрактниками тех или иных студий. Историки кино отмечают, что фильмам потребовалось около десяти лет, чтобы адаптироваться к звуку и вернуться к уровню художественного качества немого кино — это произошло к концу 1930-х, когда достигло совершеннолетия великое поколение.
Многие великие киношедевры, появившиеся в этот период, были продуктом строго регламентированного кинопроизводства. Одна из причин, благодаря которой это стало возможным, заключалась в большом количестве снятых фильмов — подход к ним был разным. Студия могла сделать ставку на фильм со средним бюджетом, с хорошим сценарием и относительно неизвестными актёрами. Так было с «Гражданином Кейном» (1941) Орсона Уэллса, который некоторые считают величайшим фильмом всех времён. Помимо Уэллса, такие режиссёры, как Говард Хоукс, Альфред Хичкок и Фрэнк Капра также проявляли волю, чтобы реализовать свои художественные замыслы. Апогеем студийной системы, возможно, стал 1939 год, когда были выпущены такие классические произведения, как «Волшебник страны Оз», «Унесённые ветром», «Горбун из Нотр-Дама», «Дилижанс», «Мистер Смит едет в Вашингтон», «Дестри снова в седле», «Молодой мистер Линкольн», «Грозовой перевал», «Только у ангелов есть крылья», «Ниночка», «Бо Гесте», «Красотки на руках», «Гунга Дин», «Женщины», «До свиданья, мистер Чипс» и «Ревущие двадцатые».

## Отличительные признаки
На визуально-повествовательный стиль классического голливудского кино, разработанный Дэвидом Бордуэллом, сильнейшим образом повлияли идеи Ренессанса. Этот стиль различается на трёх общих уровнях: устройства, системы и отношения систем.

### Кинематографические приёмы
Среди приёмов, наиболее присущих классическому голливудскому кино — continuity editing, «Красотки на руках». Он включает правило 180 градусов, один из основных визуально-пространственных элементов кино. Этот приём соответствует стилю «фотографированной игры», создавая воображаемую 180-градусную ось между зрителем и кадром, что позволяет зрителям чётко ориентироваться в положении и направлении действия в сцене. Согласно правилу 30 градусов, монтажные склейки под углом, с которого просматривается сцена, должны быть достаточно значительными, чтобы зритель мог понять цель изменения перспективы. Склейки, которые не соответствуют правилу 30 градусов, известные как джамп-каты, разрушают иллюзию временной непрерывности между кадрами. Правила 180 градусов и 30 градусов — элементарные директивы в кинематографе, которые более чем на десять лет предшествовали официальному началу классической эры, как видно из новаторского французского фильма «Путешествие на Луну» 1902 года. Методы нарезки в классическом монтаже помогают установить или поддерживать непрерывность повествования, как и в параллельном действии, который устанавливает одновременность действий в разных местах. Джамп-каты разрешены в виде осевого кадра, который вообще не меняет угол съёмки, но имеет чёткую цель показать перспективу ближе или дальше от объекта и, следовательно, не мешает временной непрерывности.

### Системы кинематографа

#### Логика повествования
Классический голливудский нарратив всегда развивается за счёт психологической мотивации, то есть волей персонажа и его борьбой с препятствиями на пути к определённой цели. Этот элемент повествования обычно состоит из основного повествования (например, романа), переплетённого со вторичным повествованием или повествованиями. Повествование структурировано с безошибочно узнаваемым началом, серединой и концом, и, как правило, имеет чёткую развязку. Использование действующих лиц, событий, причинно-следственных связей, основных и второстепенных моментов является основными характеристиками этого типа повествования. Герои классического голливудского кино имеют ярко выраженные черты, активны и очень целеустремлённы. Они являются индивидуумами, мотивированными психологическими, а не социальными проблемами. Повествование представляет собой цепочку причинно-следственную связей происходящих с индивидуумами — в классическом повествовании события не происходят случайно.

#### Кинематографическое время
Время в классическом голливудском кино непрерывно, линейно и однородно, поскольку нелинейность влечёт за собой иллюзорность среды. Единственная допустимая манипуляция временем в этом формате — это флешбэк. В основном он используется для чёткой последовательности появления персонажей в сюжете, например, как в фильме «Касабланка».

#### Пространство
Главное правило классической непрерывности в отношении пространства — постоянство объекта: зритель должен верить, что сцена существует за пределами кинематографического кадра, чтобы сохранялась реалистичность изображения. Пространством в классическом Голливуде стремится преодолеть или скрыть двухмерность фильма («невидимый стиль») и сильно сосредоточено на человеческом теле. Большинство кадров в классическом кино сосредоточены на жестах или мимике (средние планы). Андре Базен однажды сравнил классический фильм с заснятой пьесой в том смысле, что события, кажется, существуют объективно, а камеры дают нам только лучший обзор всего происходящего.
Эта трактовка пространства состоит из четырёх основных аспектов: центрирование, уравновешивание, фронтальность и глубина. Значимые лица или объекты в основном находятся в центральной части кадра и никогда не находятся вне фокуса. Балансировка относится к визуальной композиции, то есть символы равномерно распределены по всему кадру. Действие обращено к зрителю (фронтальность), а декорации, освещение (в основном трёхточечное освещение, особенно освещение в светлых тонах) и костюмы призваны отделить передний план от заднего (глубина).

### Взаимоотношения систем
Аспекты пространства и времени подчинены элементу повествования.

## Критика
«Золотой век» Голливуда подвержен критике, начиная от расовых стереотипов (особенно проблема афроамериканцев) и заканчивая отсутствием реализма, что привело к появлению более реалистичного стиля кинематографа после Второй мировой войны.

## Влияние
Новый Голливуд 1960—1970-х годов находился под влиянием романтизма классической эпохи, как и Французская новая волна.